# San Rafael (San Rafael)
San Rafael è un distretto della Costa Rica, capoluogo del cantone omonimo, nella provincia di Heredia.
San Rafael comprende 3 rioni (barrios):
- Amistad
- Matasano
- Paso Viga